# Lista odcinków serialu Czarownica Emma
W artykule znajduje się lista odcinków serialu Czarownica Emma, który emitowany jest w USA od 1 stycznia 2014 roku na amerykańskim Nickelodeon, a w Polsce od 19 stycznia 2015 roku na kanale Nickelodeon Polska.

## Sezony
| Sezon     | Odcinki   | Oryginalna emisja | Oryginalna emisja | Oryginalna emisja | Oryginalna emisja | Oryginalna emisja |
| Sezon     | Odcinki   | Premiera sezonu   | Final sezonu      | Premiera sezonu   | Final sezonu      |                   |
| --------- | --------- | ----------------- | ----------------- | ----------------- | ----------------- | ----------------- |
| 1         | 21        | 1 stycznia 2014   | 30 stycznia 2014  | 19 stycznia 2015  | 13 lutego 2015    |                   |
| 2         | 24        | 7 lipca 2014      | 8 sierpnia 2014   | 16 lutego 2015    | 19 marca 2015     |                   |
| Specjalny | Specjalny | 26 listopada 2014 | 26 listopada 2014 | bd.               | bd.               |                   |
| 3         | 20        | 5 stycznia 2015   | 30 stycznia 2015  | 4 stycznia 2016   | 29 stycznia 2016  |                   |
| 4         | 19        | 6 lipca 2015      | 30 lipca 2015     | 1 lutego 2016     | 26 lutego 2016    |                   |

## Spis odcinków

### Sezon 1 (2014)
| Nr | Tytuł                                         | Reżyseria                         | Scenariusz         | Premiera         | Premiera w Polsce |
| -- | --------------------------------------------- | --------------------------------- | ------------------ | ---------------- | ----------------- |
| 1  | Odkrycie Discovery                            | Arturo Manuitt & Leonardo Galavis | Catharina Ledeboer | 1 stycznia 2014  | 19 stycznia 2015  |
| 2  | Ratunek The Big Rescue                        | Arturo Manuitt & Leonardo Galavis | Catharina Ledeboer | 2 stycznia 2014  | 20 stycznia 2015  |
| 3  | Megadreszcz The Big Chill                     | Arturo Manuitt & Leonardo Galavis | Catharina Ledeboer | 3 stycznia 2014  | 21 stycznia 2015  |
| 4  | Jestem wiedźmą I’m a Witch                    | Arturo Manuitt & Leonardo Galavis | Catharina Ledeboer | 6 stycznia 2014  | 22 stycznia 2015  |
| 5  | Magiczny ring Magic Fight Club                | Arturo Manuitt & Leonardo Galavis | Catharina Ledeboer | 7 stycznia 2014  | 23 stycznia 2015  |
| 6  | Małpia awaria – cz. 1 Monkey Business         | Arturo Manuitt & Leonardo Galavis | Catharina Ledeboer | 8 stycznia 2014  | 26 stycznia 2015  |
| 7  | Małpia awaria – cz. 2 Monkey Business II      | Arturo Manuitt & Leonardo Galavis | Catharina Ledeboer | 9 stycznia 2014  | 27 stycznia 2015  |
| 8  | Mac-lody Mac-sic-cle                          | Arturo Manuitt & Leonardo Galavis | Catharina Ledeboer | 10 stycznia 2014 | 28 stycznia 2015  |
| 9  | Do góry nogami I Side, Upside Down            | Arturo Manuitt & Leonardo Galavis | Catharina Ledeboer | 13 stycznia 2014 | 29 stycznia 2015  |
| 10 | Taniec z iguaną I-Guada Dance With You        | Arturo Manuitt & Leonardo Galavis | Catharina Ledeboer | 14 stycznia 2014 | 30 stycznia 2015  |
| 11 | Powrót iguany I-Guada You Back                | Arturo Manuitt & Leonardo Galavis | Catharina Ledeboer | 15 stycznia 2014 | 2 lutego 2015     |
| 12 | Oskarżenie I Heart Beau                       | Arturo Manuitt & Leonardo Galavis | Catharina Ledeboer | 16 stycznia 2014 | 3 lutego 2015     |
| 13 | Spanterowana Pantherized                      | Arturo Manuitt & Leonardo Galavis | Catharina Ledeboer | 17 stycznia 2014 | 4 lutego 2015     |
| 14 | Chód Pantery Walk Like A Panther              | Arturo Manuitt & Leonardo Galavis | Catharina Ledeboer | 21 stycznia 2014 | 5 lutego 2015     |
| 15 | Siatkówka plażowa Beach Ball                  | Arturo Manuitt & Leonardo Galavis | Catharina Ledeboer | 22 stycznia 2014 | 6 lutego 2015     |
| 16 | Żaba Lily Lily Frog                           | Arturo Manuitt & Leonardo Galavis | Catharina Ledeboer | 23 stycznia 2014 | 9 lutego 2015     |
| 17 | A Witch’s Tale                                | Arturo Manuitt & Leonardo Galavis | Catharina Ledeboer | 24 stycznia 2014 | nieemitowany      |
| 18 | Czarodziejska grypa Witches’ Flu              | Arturo Manuitt & Leonardo Galavis | Catharina Ledeboer | 27 stycznia 2014 | 10 lutego 2015    |
| 19 | Hexerin do kwadratu Hexoren Squared           | Arturo Manuitt & Leonardo Galavis | Catharina Ledeboer | 28 stycznia 2014 | 11 lutego 2015    |
| 20 | Czarownice są wśród nas Which Witch Is Which? | Arturo Manuitt & Leonardo Galavis | Catharina Ledeboer | 29 stycznia 2014 | 12 lutego 2015    |
| 21 | Wybrana The Chosen One                        | Arturo Manuitt & Leonardo Galavis | Catharina Ledeboer | 30 stycznia 2014 | 13 lutego 2015    |

### Sezon 2 (2014)
- | Nr | Tytuł                                                            | Reżyseria    | Scenariusz                       | Premiera        | Premiera w Polsce                           |
| -- | ---------------------------------------------------------------- | ------------ | -------------------------------- | --------------- | ------------------------------------------- |
| 22 | Ciacho Jax of Hearts                                             | Clayton Boen | Catharina Ledeboer               | 7 lipca 2014    | 16 lutego 2015                              |
| 23 | Zbiegła czarownica Runaway Witch                                 | Clayton Boen | Catharina Ledeboer               | 8 lipca 2014    | 17 lutego 2015                              |
| 24 | Ciasto miłości Love Pie Redux                                    | Clayton Boen | Catharina Ledeboer               | 9 lipca 2014    | 18 lutego 2015                              |
| 25 | Moc Proxy Powers by Proxy                                        | Clayton Boen | Catharina Ledeboer               | 10 lipca 2014   | 19 lutego 2015                              |
| 26 | Księżyc w czubie The Fool Moon                                   | Clayton Boen | Catharina Ledeboer & Gloria Shen | 11 lipca 2014   | 20 lutego 2015                              |
| 27 | Jaki Daniel? Daniel Who?                                         | Clayton Boen | Catharina Ledeboer & Gloria Shen | 14 lipca 2014   | 23 lutego 2015                              |
| 28 | Nie ma mowy No Can Do                                            | Clayton Boen | Catharina Ledeboer               | 15 lipca 2014   | 24 lutego 2015                              |
| 29 | Wilkołaki na Syberii Werewolves In Siberia                       | Clayton Boen | Catharina Ledeboer               | 16 lipca 2014   | 25 lutego 2015                              |
| 30 | Bezsenne pidżama party The No-Sleep Sleepover                    | Clayton Boen | Catharina Ledeboer & Gloria Shen | 17 lipca 2014   | 26 lutego 2015                              |
| 31 | Wagary Outta Hand                                                | Clayton Boen | Catharina Ledeboer & Gloria Shen | 21 lipca 2014   | 27 lutego 2015                              |
| 32 | Podwójne kłopoty Double Trouble                                  | Clayton Boen | Catharina Ledeboer               | 22 lipca 2014   | 2 marca 2015                                |
| 33 | Szwadron Emma The Emma Squad                                     | Clayton Boen | Catharina Ledeboer & Gloria Shen | 23 lipca 2014   | 3 marca 2015                                |
| 34 | Miss asystentka Miss Minion                                      | Clayton Boen | Catharina Ledeboer               | 24 lipca 2014   | 4 marca 2015                                |
| 35 | Zerwanie The Breakup                                             | Clayton Boen | Catharina Ledeboer               | 25 lipca 2014   | 5 marca 2015                                |
| 36 | Papuga Emma Emma Wants A Cracker                                 | Clayton Boen | Catharina Ledeboer & Gloria Shen | 28 lipca 2014   | 6 marca 2015                                |
| 37 | Burzogeddon Stormageddon                                         | Clayton Boen | Catharina Ledeboer               | 29 lipca 2014   | 9 marca 2015                                |
| 38 | Koniec czarodzieja About A Wizard                                | Clayton Boen | Catharina Ledeboer               | 30 lipca 2014   | 10 marca 2015                               |
| 39 | Urodziny na plaży Beach Birthday Bash                            | Clayton Boen | Catharina Ledeboer               | 31 lipca 2014   | 11 marca 2015                               |
| 40 | Narzeczony zombie Zombie Boyfriend                               | Clayton Boen | Catharina Ledeboer               | 1 sierpnia 2014 | 12 marca 2015                               |
| 41 | Once Upon a Spell                                                | Clayton Boen | Catharina Ledeboer               | 4 sierpnia 2014 | nieemitowany                                |
| 42 | Andi i Philip – zakochana para! Andi & Philip, Sittin’ in a Tree | Clayton Boen | Catharina Ledeboer               | 5 sierpnia 2014 | 13 marca 2015                               |
| 43 | Koniec przyjaźni BF-Never                                        | Clayton Boen | Catharina Ledeboer               | 6 sierpnia 2014 | 16 marca 2015                               |
| 44 | Czeluści The Abyss                                               | Clayton Boen | Catharina Ledeboer               | 7 sierpnia 2014 | 17 marca 2015                               |
| 45 | Emma kontra Emma Emma vs. Emma                                   | Clayton Boen | Catharina Ledeboer               | 8 sierpnia 2014 | 18 marca 2015 (cz. 1) 19 marca 2015 (cz. 2) |

### Odcinek specjalny (2014)
| Nr | Tytuł      | Reżyseria    | Scenariusz         | Premiera          | Premiera w Polsce |
| -- | ---------- | ------------ | ------------------ | ----------------- | ----------------- |
| –  | Spellbound | Clayton Boen | Catharina Ledeboer | 26 listopada 2014 | nieemitowany      |

### Sezon 3 (2015)
| Nr | Tytuł                                         | Reżyseria    | Scenariusz                          | Premiera         | Premiera w Polsce                                 |
| -- | --------------------------------------------- | ------------ | ----------------------------------- | ---------------- | ------------------------------------------------- |
| 46 | Bar na plaży Beachside 7                      | Clayton Boen | Catharina Ledeboer                  | 5 stycznia 2015  | 4 stycznia 2016                                   |
| 47 | Buntowniczka Rebel Emma                       | Clayton Boen | Catharina Ledeboer                  | 6 stycznia 2015  | 5 stycznia 2016                                   |
| 48 | To zawsze ty Always You                       | Clayton Boen | Catharina Ledeboer                  | 7 stycznia 2015  | 6 stycznia 2016                                   |
| 49 | Łamiąc wszelkie zasady Breaking All the Rules | Clayton Boen | Catharina Ledeboer & Gloria Shen    | 8 stycznia 2015  | 7 stycznia 2016                                   |
| 50 | Wieczne lato Neverending Summer               | Clayton Boen | Catharina Ledeboer                  | 9 stycznia 2015  | 8 stycznia 2016                                   |
| 51 | Koniec Daniel Darko                           | Clayton Boen | Catharina Ledeboer & Gloria Shen    | 12 stycznia 2015 | 11 stycznia 2016                                  |
| 52 | Koniec miłego chłopca No More Mr. Nice Guy    | Clayton Boen | Catharina Ledeboer & Gloria Shen    | 13 stycznia 2015 | 12 stycznia 2016                                  |
| 53 | Koniec pająka Spider No More                  | Clayton Boen | Catharina Ledeboer                  | 14 stycznia 2015 | 13 stycznia 2016                                  |
| 54 | Połączone Back to Back                        | Clayton Boen | Catharina Ledeboer & Charlotte Owen | 15 stycznia 2015 | 14 stycznia 2016                                  |
| 55 | Kryształ z Caballero El Cristal de Caballero  | Clayton Boen | Catharina Ledeboer & Gloria Shen    | 16 stycznia 2015 | 15 stycznia 2016                                  |
| 56 | Kanai kontra Kanai Kanay vs. Kanay            | Clayton Boen | Catharina Ledeboer & Charlotte Owen | 19 stycznia 2015 | 18 stycznia 2016                                  |
| 57 | Niewidzialne Invisible Me                     | Clayton Boen | Catharina Ledeboer & Gloria Shen    | 20 stycznia 2015 | 19 stycznia 2016                                  |
| 58 | Prawda o Kanai The Truth About Kanays         | Clayton Boen | Catharina Ledeboer                  | 21 stycznia 2015 | 20 stycznia 2016                                  |
| 59 | Zombie na ratunek Zombie Rescue Team          | Clayton Boen | Catharina Ledeboer & Gloria Shen    | 22 stycznia 2015 | 21 stycznia 2016                                  |
| 60 | Enchanted Ever After                          | Clayton Boen | Catharina Ledeboer                  | 23 stycznia 2015 | nieemitowany                                      |
| 61 | Jax kangur Kangaroo Jax                       | Clayton Boen | Catharina Ledeboer                  | 26 stycznia 2015 | 22 stycznia 2016                                  |
| 62 | Bunt Defiance                                 | Clayton Boen | Catharina Ledeboer                  | 27 stycznia 2015 | 25 stycznia 2016                                  |
| 63 | Magiczny pojedynek Magical Throwdown          | Clayton Boen | Catharina Ledeboer                  | 28 stycznia 2015 | 26 stycznia 2016                                  |
| 64 | Uderzenie Kanai The Kanay Strikes Back        | Clayton Boen | Catharina Ledeboer                  | 29 stycznia 2015 | 27 stycznia 2016                                  |
| 65 | Nowy czarodziejski porządek New Witch Order   | Clayton Boen | Catharina Ledeboer                  | 30 stycznia 2015 | 28 stycznia 2016 (cz. 1) 29 stycznia 2016 (cz. 2) |

### Sezon 4 (2015)
| Nr | Tytuł                                        | Reżyseria    | Scenariusz                                                                 | Premiera      | Premiera w Polsce                             |
| -- | -------------------------------------------- | ------------ | -------------------------------------------------------------------------- | ------------- | --------------------------------------------- |
| 66 | Świat bez ciebie A World Without You         | Clayton Boen | Catharina Ledeboer & Charlotte Owen                                        | 6 lipca 2015  | 1 lutego 2016                                 |
| 67 | Wycieczka Road Trippin’                      | Clayton Boen | Catharina Ledeboer & Gloria Shen                                           | 7 lipca 2015  | 2 lutego 2016                                 |
| 68 | Bagna Ever in the Everglades                 | Clayton Boen | Catharina Ledeboer & Charlotte Owen                                        | 8 lipca 2015  | 3 lutego 2016                                 |
| 69 | W burzy Stuck in a Storm                     | Clayton Boen | Catharina Ledeboer & Charlotte Owen                                        | 9 lipca 2015  | 4 lutego 2016                                 |
| 70 | Opowieść o dwóch życiach A Tale of Two Lives | Clayton Boen | Catharina Ledeboer & Jeff Sayers                                           | 10 lipca 2015 | 5 lutego 2016                                 |
| 71 | Twisted Sister                               | Clayton Boen | Catharina Ledeboer & Charlotte Owen                                        | 13 lipca 2015 | 8 lutego 2016                                 |
| 72 | Lunch at Lola’s                              | Clayton Boen | Catharina Ledeboer & Charlotte Owen                                        | 14 lipca 2015 | 9 lutego 2016                                 |
| 73 | Monkey Face Emoji                            | Clayton Boen | Catharina Ledeboer & Jeff Sayers                                           | 15 lipca 2015 | 10 lutego 2016                                |
| 74 | The Final Countdown                          | Clayton Boen | Catharina Ledeboer & Charlotte Owen                                        | 17 lipca 2015 | 11 lutego 2016                                |
| 75 | Uciekinierka Diego’s Wipedown                | Clayton Boen | Catharina Ledeboer & Charlotte Owen                                        | 20 lipca 2015 | 12 lutego 2016 (cz. 1) 15 lutego 2016 (cz. 2) |
| 76 | Zjazd Van Peltów Van Pelt Reunion            | Clayton Boen | Catharina Ledeboer & Jeff Sayers                                           | 21 lipca 2015 | 16 lutego 2016                                |
| 77 | Powrót do początku Back to Square One        | Clayton Boen | Catharina Ledeboer & Jeff Sayers                                           | 22 lipca 2015 | 17 lutego 2016                                |
| 78 | Moc w butelce Power in a Bottle              | Clayton Boen | Catharina Ledeboer & Charlotte Owen                                        | 23 lipca 2015 | 18 lutego 2016                                |
| 79 | A jeśli? What If?                            | Clayton Boen | Catharina Ledeboer & Charlotte Owen                                        | 24 lipca 2015 | 19 lutego 2016                                |
| 80 | Forever Charmed                              | Clayton Boen | Catharina Ledeboer, Amir Thomas, Jeff Sayers, Gloria Shen & Charlotte Owen | 27 lipca 2015 | nieemitowany                                  |
| 81 | Wroginie Frenemies                           | Clayton Boen | Catharina Ledeboer, Jeff Sayers & Charlotte Owen                           | 27 lipca 2015 | 22 lutego 2016                                |
| 82 | Powstrzymać Emmę Stop Emma                   | Clayton Boen | Catharina Ledeboer, Jeff Sayers & Charlotte Owen                           | 28 lipca 2015 | 23 lutego 2016                                |
| 83 | Najdroższa mamusia Mommie Dearest            | Clayton Boen | Catharina Ledeboer & Charlotte Owen                                        | 29 lipca 2015 | 24 lutego 2016                                |
| 84 | Poświęcenie A Girl’s Sacrifice               | Clayton Boen | Catharina Ledeboer, Jeff Sayers & Charlotte Owen                           | 30 lipca 2015 | 25 lutego 2016 (cz. 1) 26 lutego 2016 (cz. 2) |